# Helge Pross

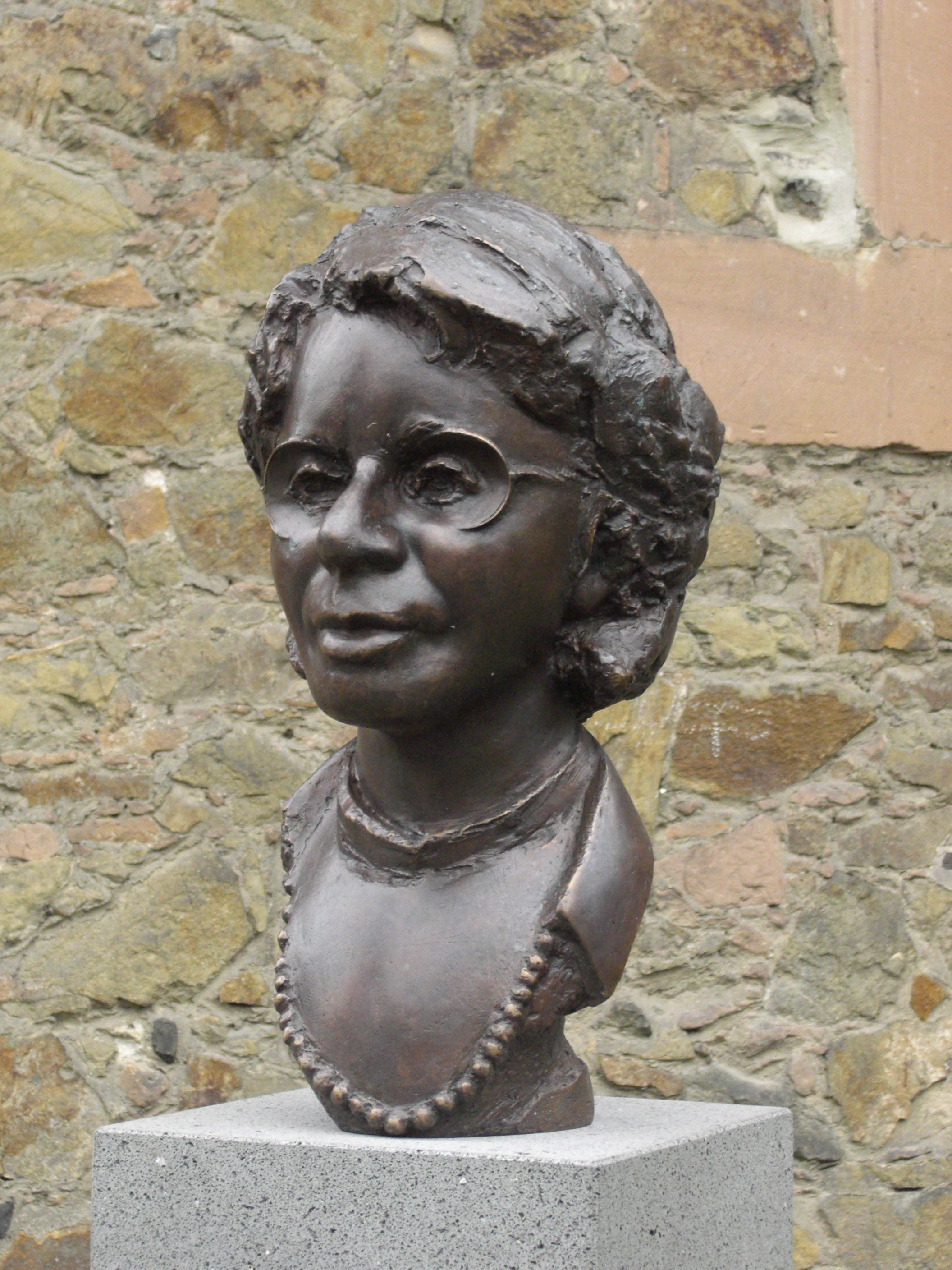
Helge Pross, Büste am Neuen Schloss in Gießen

Helge Agnes Pross, geborene Nyssen (* 14. Juli 1927 in Düsseldorf; † 2. Oktober 1984 in Gießen), war eine deutsche Soziologin.

## Leben

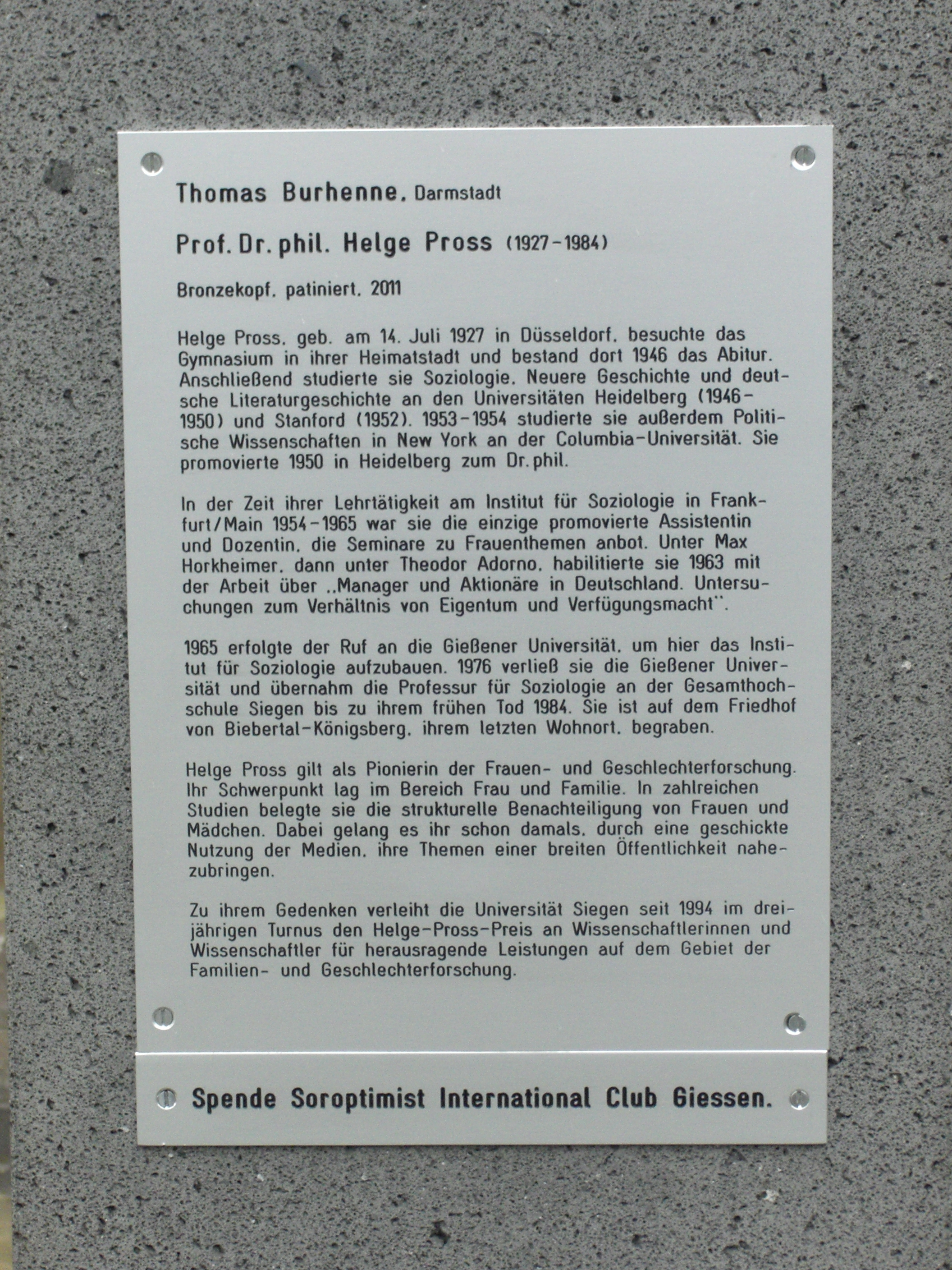
Texttafel unterhalb der Büste

Helge Nyssen studierte und promovierte in Heidelberg. Anschließend war sie in den 1950er Jahren Assistentin bei Max Horkheimer und später bei Theodor W. Adorno in Frankfurt am Main. Von 1965 bis 1976 lehrte sie an der Justus-Liebig-Universität Gießen und war dort Mitgründerin des Seminars für Soziologie.
Helge Pross lehrte als Professorin von 1976 bis 1983 an der Universität-Gesamthochschule-Siegen Soziologie. Auf ihre Initiative wurde dort 1977 das Forschungsinstitut für Geistes- und Sozialwissenschaften (figs) gegründet.
Helge Pross war in erster Ehe (1950–1954) mit dem Sozialwissenschaftler Harry Pross verheiratet, in zweiter Ehe (seit 1972) mit dem Soziologen und Sozialpolitiker Karl W. Boetticher.

## Wirken
Ihre Forschungsschwerpunkte lagen im Bereich Frau und Familie. In zahlreichen empirischen Untersuchungen belegte sie die strukturelle Benachteiligung von Frauen und Mädchen. Von radikaleren feministischen Positionen grenzte sie sich insofern ab, als dass sie für eine Gleichberechtigung der Frauen innerhalb der bestehenden gesellschaftlichen Strukturen eintrat.
Mit aufklärerischen journalistischen Beiträgen in der Zeit und im Spiegel brachte sie Ergebnisse soziologischer Forschung in gesellschaftspolitische Debatten ein. Sie schrieb zudem in einer regelmäßig erscheinenden Kolumne in der von feministischer Seite stark kritisierten Frauenzeitschrift Brigitte.
Pross gehörte dem Kuratorium der 1957 gegründeten Deutsch-Israelischen Studiengruppe an der Freien Universität Berlin an. Die studentische Vereinigung setzte sich für die NS-Aufarbeitung, gegen den Antisemitismus und für die Annäherung mit Israel ein.
Seit 1984 ist der Nachlass von Helge Pross im Besitz der Universitätsbibliothek Siegen. Mitte der 1990er Jahre wurde er erschlossen und durch ein Findbuch dokumentiert. Im April 2010 wurde der Nachlass ins Universitätsarchiv Siegen überführt.

## Helge-Pross-Preis
Das Forschungsinstitut für Geistes- und Sozialwissenschaften (figs) der Universität Siegen verleiht seit 1994 den mit 5000 € dotierten Helge-Pross-Preis an Wissenschaftler für herausragende Leistungen auf dem Gebiet der Familien- und Geschlechterforschung.

## Zitat
„Eine Demokratie, in der die größere Hälfte der Bevölkerung weder in den Parlamenten noch in den Regierungen angemessen vertreten ist, ist bloß eine Demokratie am Anfang.“

## Auszeichnungen
- 1963: Kurt-Magnus-Preis[4][5]
- 1976: Deutscher Sachbuchpreis[4]

## Werke (Auswahl)

### Von Helge Nyssen
- Zur Soziologie der Romantik und des vormarxistischen Sozialismus in Deutschland. Bettine von Arnims soziale Ideen. Diss. Heidelberg 1950.

### Von Helge Pross
- Die deutsche akademische Emigration nach den Vereinigten Staaten 1933–1941. Duncker & Humblot, Berlin 1955.
- Über die Bildungschancen von Mädchen in der Bundesrepublik. Suhrkamp, Frankfurt am Main 1969.
- Manager des Kapitalismus. Untersuchung über leitende Angestellte in Grossunternehmen (zusammen mit Karl W. Boetticher). Suhrkamp, Frankfurt am Main 1971.
- Kapitalismus und Demokratie. Studien über westdeutsche Sozialstrukturen. Athenäum-Fischer-Taschenbuch, Frankfurt am Main 1972, ISBN 3-8072-4013-6.
- Die Wirklichkeit der Hausfrau. Die erste repräsentative Untersuchung über nichterwerbstätige Ehefrauen: Wie leben sie? Wie denken sie? Wie sehen sie sich selbst? Rowohlt, Reinbek 1975.
- Die Männer. Eine repräsentative Untersuchung über die Selbstbilder von Männern und ihre Bilder von der Frau. Rowohlt, Reinbek 1978, ISBN 3-498-05232-2.
- Was ist heute deutsch? Wertorientierungen in der Bundesrepublik. Rowohlt, Reinbek 1982, ISBN 3-498-05242-X.
- Der Geist der Unternehmer. 100 Jahre Vorwerk & Co. Düsseldorf 1983, ISBN 3-546-47589-5.
- Soziologie der Masse (hrsg. mit Eugen Buss in Zusammenarbeit mit Alois Heinemann). Quelle und Meyer (UTB), Heidelberg 1984.